# 69 Love Songs
69 Love Songs é o sexto álbum de estúdio da banda americana de indie pop Magnetic Fields, lançado em 7 de setembro de 1999 pela Merge Records. Como o título indica, 69 Love Songs é um álbum conceitual de três volumes composto por 69 canções de amor, todas escritas pelo vocalista da banda, Stephin Merritt.

## Concepção e performance ao vivo
O álbum foi originalmente concebido como um teatro de revista musical. Stephin Merritt estava sentado em um bar de piano gay em Manhattan, ouvindo as interpretações das músicas de Stephen Sondheim, quando decidiu que deveria tentar fazer teatro de música, porque achava que tinha aptidão para isso. "Decidi escrever cem músicas de amor como uma maneira de me apresentar ao mundo. Então eu me dei conta de quanto tempo isso seria. Desse modo, eu me conformei com sessenta e nove. Eu teria uma apresentação teatral com quatro drag queens. E quem quer que o público gostasse mais no final da noite seria pago." Ele também encontrou inspiração nas 114 Songs de Charles Ives, sobre as quais havia lido no início desse dia: "canções de todos os tipos e que monumento era, e eu pensei, bem, eu poderia fazer algo assim".
A integrante da banda, Claudia Gonson, afirmou que Merritt escreveu a maioria das músicas nos bares da cidade de Nova York.
Em sete ocasiões (cinco nos Estados Unidos e duas em Londres durante quatro noites consecutivas), os Magnetic Fields apresentaram todas as 69 canções de amor, em ordem, durante duas noites. Várias orquestrações luxuosas são organizadas de maneira mais simples quando executadas ao vivo, devido a artistas e/ou equipamentos limitados.

## Gêneros e temas
Merritt disse que "69 Love Songs não é remotamente um álbum sobre amor. É um álbum sobre canções de amor, que estão muito longe de qualquer coisa relacionada ao amor." O álbum apresenta músicas de diversos gêneros, incluindo country, synth-pop, free jazz e baladas tristes. Todas as músicas lidam com o amor de uma forma ou de outra, mas geralmente de maneira irônica ou incomum, como "Yeah! Oh, Yeah!", que conta a história de um marido matando sua esposa. As músicas de 69 Love Songs apresentam letras com pontos de vista heterossexuais, homossexuais ou bissexuais, como "When My Boy Walks Down the Street" ou "Underwear".

## Lançamento
O álbum foi lançado inicialmente nos Estados Unidos pela Merge, em 7 de setembro de 1999, como uma caixa com o livreto de entrevistas de Merritt com Daniel Handler e como três volumes individuais separados - números de catálogo MRG166 (Vol. 1), MRG167 (Vol. 2 ), MRG168 (Vol. 3) e MRG169 (conjunto de caixas). Em 29 de maio de 2000, o álbum foi lançado pela Circus (CIR CD003) na Europa e na Austrália sem o folheto informativo. Foi reeditado no Reino Unido através da Domino como REWIGCD18.
Em 20 de abril de 2010, a Merge lançou uma edição limitada em vinil de 6x10", limitada a 1.000 cópias.

## Recepção
| Críticas profissionais        | Críticas profissionais |
| Pontuações agregadas          | Pontuações agregadas   |
| Fonte                         | Avaliação              |
| ----------------------------- | ---------------------- |
| Metacritic                    | 88/100                 |
| Avaliações da crítica         |                        |
| Fonte                         | Avaliação              |
| AllMusic                      | [ 7 ]                  |
| Entertainment Weekly          | A                      |
| The Guardian                  | [ 9 ]                  |
| Mojo                          | [ 10 ]                 |
| NME                           | 8/10                   |
| Pitchfork                     | 9.0/10                 |
| Rolling Stone                 | [ 13 ]                 |
| The Rolling Stone Album Guide | [ 14 ]                 |
| Spin                          | 10/10                  |
| The Village Voice             | A+                     |

69 Love Songs recebeu grande aclamação da crítica musical. No Metacritic, que atribui uma classificação normalizada de 100 a críticas dos principais críticos, o álbum recebeu uma pontuação média de 88, indicando "aclamação universal". Betty Clarke, do The Guardian, o considerou "um álbum de tanta ternura, humor e diversidade obstinada, que fará você jogar fora seus preconceitos e se perguntar como você sobreviveu a um coração partido sem ele".  Douglas Wolk, da Spin, chamou o álbum de "obra-prima" de Stephin Merritt e afirmou que "o pop não vê um letrista do tipo e calibre de Merritt desde Cole Porter ", elogiando sua abordagem única aos clichês comuns das canções de amor. Nick Mirov, da Pitchfork, escreveu que Merritt "provou ser um compositor excepcional, dando saltos quânticos em qualidade e quantidade em 69 Love Songs". Robert Christgau, escrevendo no The Village Voice, afirmou que, apesar de sua aversão pessoal ao cinismo e à relutância em "vinculá-lo à exuberância criativa", a "cavalgada de cantigas espirituosas - unidimensional por design, intelectual quando parece, viciada em rimas baratas, músicas mais baratas ainda e arranjos simbólicos, cantados por não-entidades cujas deficiências vocais mantêm o interesse pela teoria pop - revertem meus preconceitos da maneira como a alta arte se posiciona."
69 Love Songs ficou em segundo lugar na votação anual de críticos Pazz & Jop de 1999, do The Village Voice, atrás apenas do álbum Play, de Moby. O criador da pesquisa, Robert Christgau, classificou-o como o melhor álbum do ano em sua "Dean's List". Em 2012, foi classificado no número 465 na lista da Rolling Stone de 500 Maiores Álbuns de Todos os Tempos. No ano seguinte, a NME classificou-o no número 213 em sua própria lista dos melhores álbuns de todos os tempos. O álbum também foi incluído no livro 1001 Álbuns que você deve ouvir antes de morrer.
De acordo com a Nielsen SoundScan, a partir de 2015, o conjunto de três volumes vendeu 83.000 cópias, com 58.000 adicionais para o volume um, 34.000 para o volume dois e 29.000 para o volume três.

## 69 Love Songs, A Field Guide
O guia de LD Beghtol sobre 69 Love Songs (ISBN 0-8264-1925-9) foi lançado em 15 de dezembro de 2006 pelo Continuum International Publishing Group como parte de sua série de livros 33⅓ sobre álbuns influentes de pop/rock.
O livro inclui curiosidades de estúdio, um extenso léxico anotado de palavras e frases selecionadas das letras do álbum, notas da banda, fãs e amigos, shows do álbum completo em Nova York, Boston e Londres, imagens raras e inéditas da editora e fotógrafa Gail O'Hara e outros itens, como palavras cruzadas criadas pelo parceiro Jon DeRosa, da TMF/Flare.
Também é apresentada uma entrevista franca com o compositor, estilizada como uma peça de rádio-teatro surrealista, na qual Stephin Merritt responde a perguntas sobre seu Chihuahua Irving Berlin Merritt, sua vida sexual, práticas de estúdio e esoterismos.

## Versões notáveis
"The Book of Love" foi regravada por Peter Gabriel; esta versão cover foi utilizada no episódio final da série Scrubs , no filme de 2004, Shall We Dance? e no episódio "Tweek x Craig", de South Park.
"Papa was a Rodeo" foi regravada por Kelly Hogan e os Pine Valley Cosmonauts no álbum Beneath the Country Underdog, de 2000.
"My Only Friend" foi regravada pelo Deadsy e apresentado na trilha sonora do filme Winter Passing, de 2005.

## Lista de faixas
| Volume um      |                                           |                  |         |  |
| N.º            | Título                                    | Vocal principal  | Duração |  |
| 1.             | "Absolutely Cuckoo"                       | Stephin Merritt  | 1:34    |  |
| 2.             | "I Don't Believe in the Sun"              | Merritt          | 4:16    |  |
| 3.             | "All My Little Words"                     | LD Beghtol       | 2:46    |  |
| 4.             | "A Chicken with Its Head Cut Off"         | Merritt          | 2:41    |  |
| 5.             | "Reno Dakota"                             | Claudia Gonson   | 1:05    |  |
| 6.             | "I Don't Want to Get Over You"            | Merritt          | 2:22    |  |
| 7.             | "Come Back from San Francisco"            | Shirley Simms    | 2:48    |  |
| 8.             | "The Luckiest Guy on the Lower East Side" | Dudley Klute     | 3:43    |  |
| 9.             | "Let's Pretend We're Bunny Rabbits"       | Merritt          | 2:25    |  |
| 10.            | "The Cactus Where Your Heart Should Be"   | Merritt          | 1:11    |  |
| 11.            | "I Think I Need a New Heart"              | Merritt          | 2:32    |  |
| 12.            | "The Book of Love"                        | Merritt          | 2:42    |  |
| 13.            | "Fido, Your Leash Is Too Long"            | Merritt          | 2:33    |  |
| 14.            | "How Fucking Romantic"                    | Klute            | 0:58    |  |
| 15.            | "The One You Really Love"                 | Merritt, Beghtol | 2:53    |  |
| 16.            | "Punk Love"                               | Merritt          | 0:58    |  |
| 17.            | "Parades Go By"                           | Merritt          | 2:56    |  |
| 18.            | "Boa Constrictor"                         | Simms            | 0:58    |  |
| 19.            | "A Pretty Girl Is Like..."                | Merritt          | 1:50    |  |
| 20.            | "My Sentimental Melody"                   | Beghtol          | 3:07    |  |
| 21.            | "Nothing Matters When We're Dancing"      | Merritt          | 2:27    |  |
| 22.            | "Sweet-Lovin' Man"                        | Gonson           | 4:59    |  |
| 23.            | "The Things We Did and Didn't Do"         | Merritt          | 2:11    |  |
| Duração total: | Duração total:                            | Duração total:   | 55:57   |  |

| Volume dois    |                                                |                 |         |  |
| N.º            | Título                                         | Vocal principal | Duração |  |
| 1.             | "Roses"                                        | Beghtol         | 0:27    |  |
| 2.             | "Love Is Like Jazz"                            | Merritt         | 2:56    |  |
| 3.             | "When My Boy Walks Down the Street"            | Merritt         | 2:38    |  |
| 4.             | "Time Enough for Rocking When We're Old"       | Merritt         | 2:03    |  |
| 5.             | "Very Funny"                                   | Klute           | 1:26    |  |
| 6.             | "Grand Canyon"                                 | Merritt         | 2:28    |  |
| 7.             | "No One Will Ever Love You"                    | Simms           | 3:14    |  |
| 8.             | "If You Don't Cry"                             | Gonson          | 3:06    |  |
| 9.             | "You're My Only Home"                          | Merritt         | 2:17    |  |
| 10.            | "(Crazy for You But) Not That Crazy"           | Merritt         | 2:18    |  |
| 11.            | "My Only Friend"                               | Merritt         | 2:01    |  |
| 12.            | "Promises of Eternity"                         | Merritt         | 3:46    |  |
| 13.            | "World Love"                                   | Merritt         | 3:07    |  |
| 14.            | "Washington, D.C."                             | Gonson          | 1:53    |  |
| 15.            | "Long-Forgotten Fairytale"                     | Klute           | 3:37    |  |
| 16.            | "Kiss Me Like You Mean It"                     | Simms           | 2:00    |  |
| 17.            | "Papa Was a Rodeo"                             | Merritt, Simms  | 5:01    |  |
| 18.            | "Epitaph for My Heart"                         | Merritt         | 2:50    |  |
| 19.            | "Asleep and Dreaming"                          | Merritt         | 1:53    |  |
| 20.            | "The Sun Goes Down and the World Goes Dancing" | Merritt         | 2:46    |  |
| 21.            | "The Way You Say Good-Night"                   | Beghtol         | 2:44    |  |
| 22.            | "Abigail, Belle of Kilronan"                   | Merritt         | 2:00    |  |
| 23.            | "I Shatter"                                    | Merritt         | 3:09    |  |
| Duração total: | Duração total:                                 | Duração total:  | 59:43   |  |

| Volume três    |                                      |                 |         |  |
| N.º            | Título                               | Vocal principal | Duração |  |
| 1.             | "Underwear"                          | Merritt, Klute  | 2:49    |  |
| 2.             | "It's a Crime"                       | Klute           | 3:54    |  |
| 3.             | "Busby Berkeley Dreams"              | Merritt         | 3:36    |  |
| 4.             | "I'm Sorry I Love You"               | Simms           | 3:06    |  |
| 5.             | "Acoustic Guitar"                    | Gonson          | 2:37    |  |
| 6.             | "The Death of Ferdinand de Saussure" | Merritt         | 3:10    |  |
| 7.             | "Love in the Shadows"                | Merritt         | 2:54    |  |
| 8.             | "Bitter Tears"                       | Beghtol         | 2:51    |  |
| 9.             | "Wi' Nae Wee Bairn Ye'll Me Beget"   | Merritt         | 1:55    |  |
| 10.            | "Yeah! Oh, Yeah!"                    | Merritt, Gonson | 2:19    |  |
| 11.            | "Experimental Music Love"            | Merritt         | 0:29    |  |
| 12.            | "Meaningless"                        | Merritt         | 2:08    |  |
| 13.            | "Love Is Like a Bottle of Gin"       | Merritt         | 1:46    |  |
| 14.            | "Queen of the Savages"               | Merritt         | 2:12    |  |
| 15.            | "Blue You"                           | Klute           | 3:03    |  |
| 16.            | "I Can't Touch You Anymore"          | Merritt         | 3:05    |  |
| 17.            | "Two Kinds of People"                | Merritt         | 1:10    |  |
| 18.            | "How to Say Goodbye"                 | Merritt         | 2:48    |  |
| 19.            | "The Night You Can't Remember"       | Merritt         | 2:17    |  |
| 20.            | "For We Are the King of the Boudoir" | Beghtol         | 1:14    |  |
| 21.            | "Strange Eyes"                       | Simms           | 2:01    |  |
| 22.            | "Xylophone Track"                    | Merritt         | 2:47    |  |
| 23.            | "Zebra"                              | Gonson          | 2:15    |  |
| Duração total: | Duração total:                       | Duração total:  | 56:26   |  |

## Créditos
The Magnetic Fields
- Stephin Merritt - vocais, vocalista Digitech, harmonizador Roland, vocoder, ukulele, ukulele barítono, violão, acústica - guitarra eletroacústica de 12 cordas, lap steel, guitarra portuguesa, guitarra elétrica, baixo, bandolim, auto-harpa, marxophone, ukelin, tremoloa, violin-uke, sitar, cítara, violino, serra musical, teclados, synclavier, piano, harmônio, piano Wurlitzer, órgão, caixa de ritmos, gravador, ocarina, pennywhistle, sintetizador de sopro Maestro, escaleta, jarro de Paul Revere , caixa de rumba, xilofone, kalimbas, kit de bateria, pau-de-chuva, carrilhão de orquestra, maracas, conga, bongos, triângulo, sinos, pandeiro, washboard, tambor de aço, chochalhos, pratos de dedo, molas e guitarra Slinky, tubos, valiha, spirit chaser, guizos, estralar de dedos, folha de trovão, cabaças, campana e gongo
- Sam Davol - violoncelo, flauta
- Claudia Gonson - piano; bateria; percussão ; vocais principais em "Reno Dakota", "Sweet-Lovin 'Man", "If You Don't Cry", "Washington, DC", "Acoustic Guitar" e "Zebra"; outros vocais de apoio; dueto com Merritt e guitarra em "Yeah! Ah, Yeah! "; Arranjo em "Very Funny", "World Love" e "Busby Berkeley Dreams"; assovio em "Blue You"
- John Woo - banjo, guitarra, bandolim, baixo em "Time Enough for Rocking When We're Old"

Músicos adicionais
- LD Beghtol - Harmônio em "Xylophone Track", vocais principais em "All My Little Words", "My Sentimental Melody", "Roses", "The Way You Say Good-Night", "Bitter Tears" e "For We Are the King do Boudoir"; dueto com Merritt em "The One You Really Love"; outros vocais de apoio; design gráfico de caixa e livro
- Chris Ewen - faixas de acompanhamento e arranjos em "Promises of Eternity" e "It's a Crime"; teremim em "Blue You"
- Daniel Handler - acordeão, teclados, arranjos em "Asleep and Dreaming"
- Dudley Klute - vocais principais em  "The Luckiest Guy on the Lower East Side", "How Fucking Romantic", "Very Funny", "Long-Forgotten Fairytale", "It's a Crime" e "Blue You"; dueto com Merritt em "Underwear"; outros vocais de apoio
- Ida Pearle - violino em "The Luckiest Guy on the Lower East Side"
- Shirley Simms - dueto com Merritt em "Papa Was a Rodeo", vocais em "Come Back from San Francisco", "Boa Constrictor", "No One Will Ever Love You", "Kiss Me Like You Mean It", "I'm Sorry I Love You" e "Strange Eyes;"; outros vocais de apoio

Produção
- Jon Berman - engenheiro de som
- Chris Ewen - engenheiro de som
- Claudia Gonson - engenheiro de som
- Jeff Lipton - masterização
- Eric Masunaga - engenheiro de som
- Stephin Merritt - produção, engenheiro de som
- Charles Newman - engenheiro de som

## Tabelas
| Chart (2000)                  | Peak position |
| ----------------------------- | ------------- |
| Reino Unido (UK Albums Chart) | 170           |